# خورشیدگرفتگی ۲ ژوئن ۲۰۹۵
خورشیدگرفتگی ۲ ژوئن ۲۰۹۵ (به انگلیسی: Solar eclipse of June 2, 2095) یک خورشیدگرفتگی از نوع خورشیدگرفتگی کامل است. این خورشیدگرفتگی در تاریخ ۲ ژوئن ۲۰۹۵ میلادی (‎۱۳ خرداد ۱۴۷۴ خورشیدی) روی خواهد داد که زمان اوج آن، ساعت ۱۰:۰۷:۴۰ به‌وقت ساعت هماهنگ جهانی است. مدت زمان و طول این خورشیدگرفتگی ۳ دقیقه و ۱۸ ثانیه خواهد بود.